# 黄鹂科
黄鹂科（学名：Oriolidae）是鸟纲中的雀形目中的一个科。这个科的鸟属于中型雀类，体色艳丽，叫声悦耳，是人们喜爱的笼养鸟。黄鹂科的鸟主要分布在除新西兰和太平洋岛屿外的东半球热带地区。全世界共有两个属。

## 下属分类
本科包括以下属：
- Amimeta Mathews, 1913
- Galbula Scopoli, 1777
- Leptopteryx Horsfield, 1821
- Longmornis Boles, 1999
- Mimetes Vigors, 1826
- 黄鹂属 Oriolus Linnaeus, 1766
- 林鵙鶲屬 Pitohui Lesson, 1831
- 裸眼鹂属 Sphecotheres Vieillot, 1816